# Phalaenopsis celebensis
Espèce
Phalaenopsis celebensis est une espèce de plantes à fleurs de la famille des Orchidaceae (les orchidées) et du genre Phalaenopsis originaire de l'île de Célèbes en Indonésie.